# Pom fructifer

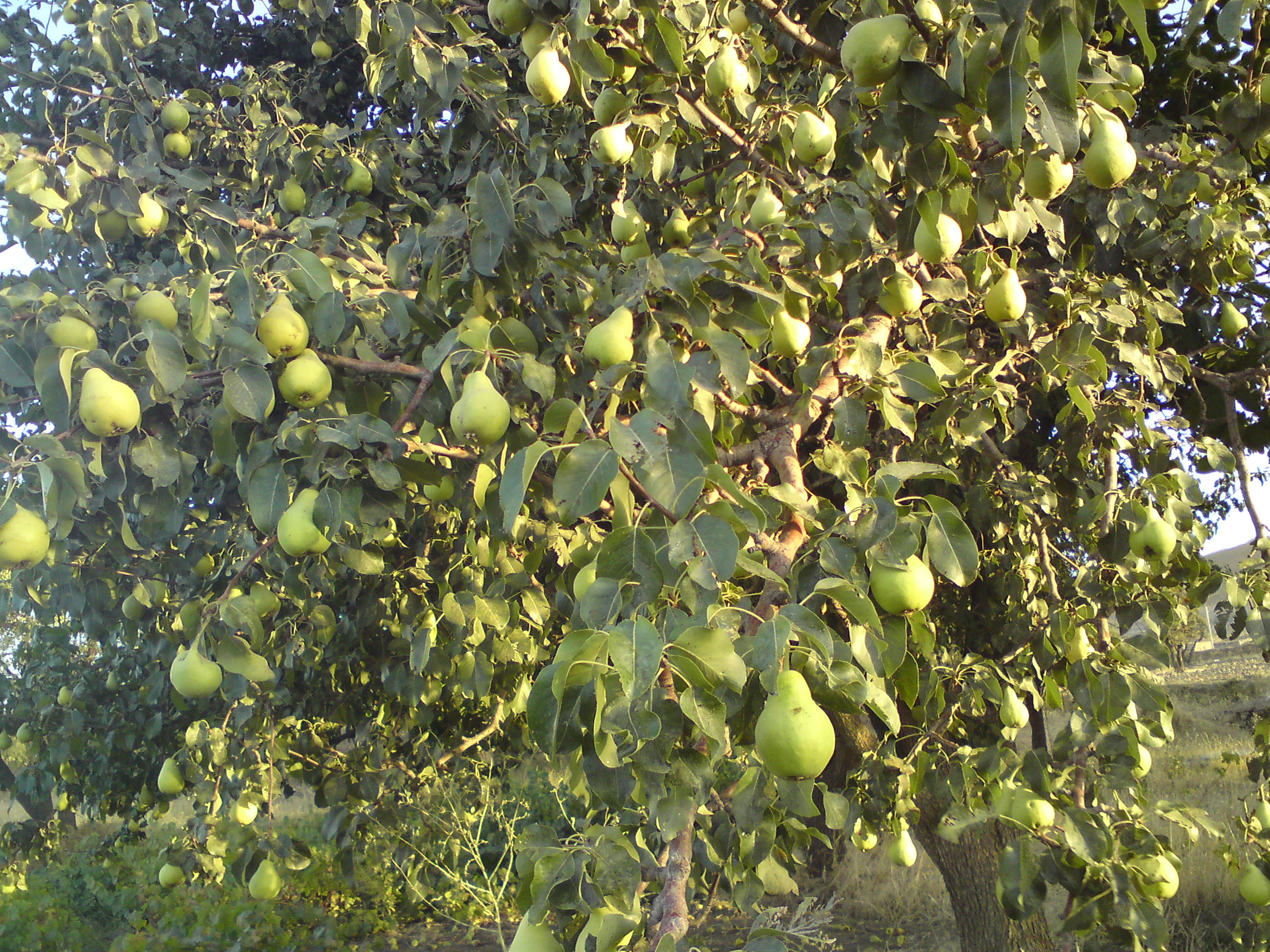
Păr cu fructe

Un pom fructifer este un arbore care produce fructe comestibile.
Toți pomii fructiferi aparțin încrengăturii plantelor cu flori (Angiosperme), fructele acestora fiind, din punct de vedere botanic, ovare maturizate și care conțin una sau mai multe semințe.
Nu orice fruct comestibil provine din pomi fructiferi, exemple fiind: roșiile, căpșunele, pepenii, coacăzele etc.
Cei mai cunoscuți pomi fructiferi sunt 
- în familia Rosaceae: măr, păr, gutui, cireș, prun;
- în genul Citrice: portocal, lămâi;
- familia Oleacee: măslinul.